# Les Chroniques de Spiderwick
Cet article concerne la série littéraire. Pour le film, voir Les Chroniques de Spiderwick (film).
Les Chroniques de Spiderwick (en anglais : The Spiderwick Chronicles) est le nom d'une série littéraire de romans de fantasy écrits par Holly Black et Tony DiTerlizzi.

## Description
Cette série raconte à travers cinq livres, correspondant chacun à un moment passé au domaine Spiderwick, les palpitantes aventures des enfants de Helen Grace : Jared et Simon, les jumeaux, et leur grande sœur Mallory. Cette première série est suivie de trois livres intitulés Au-delà du monde de Spiderwick. Dans ces opus, les lecteurs retrouvent le Monde Invisible et l'univers de Spiderwick, mais avec des héros et un décor différents.
Les Chroniques de Spiderwick, écrites à l'origine en langue anglaise, sont traduites en français par Bertrand Ferrier. Au-delà du monde de Spiderwick, écrit à l'origine en langue anglaise, est traduit en français par Fabienne Berganz. Les illustrations des couvertures francophones sont les mêmes que les originales.

## Résumé
L'histoire raconte les aventures de Jared et Simon, des jumeaux âgés de 9 ans, et de leur sœur Mallory âgée de 13 ans qui viennent d'emménager avec leur mère dans une vieille maison appartenant à leur tante internée à l'asile. Les enfants ne semblent pas très enthousiastes à l'idée de vivre dans une bicoque qui ne tient plus debout et qui menace de s'effondrer d'un moment à l'autre. Des bruits commencent à se faire entendre, des objets disparaissent… Le manoir semble être hanté ! Jared pense qu'un écureuil est présent dans la maison. Les enfants partent à la recherche de ce dernier et ne tardent pas à découvrir qui en est le responsable : Chafouin, un farfadet furieux d'avoir été dérangé chez lui. Mais les ennuis commencent réellement lorsque Jared trouve un vieux grimoire caché au fond d'un coffre rangé dans une pièce dissimulée dans la maison. Ce grimoire aurait été écrit par son arrière-grand-oncle, dénommé Arthur Spiderwick, et aurait provoqué la colère de Mulgarath, ogre méchant, qui attend avec impatience le grimoire pour dominer le monde et tuer qui que ce soit, quand la pleine Lune sera haute dans le ciel…

## Liste des livres

### Les Chroniques de Spiderwick(1ercycle)
1. Le Livre magique, Pocket Jeunesse, 2004 ((en) The Field Guide, 2003)
2. La Lunette de Pierre, Pocket Jeunesse, 2004 ((en) The Seeing Stone, 2003)
3. Le Secret de Lucinda, Pocket Jeunesse, 2004 ((en) Lucinda's Secret, 2003)
4. L'Arbre de fer, Pocket Jeunesse, 2005 ((en) The Ironwood Tree, 2004)
5. La Colère de Mulgarath, Pocket Jeunesse, 2005 ((en) The Wrath of Mulgarath, 2004)

- Chroniques de Spiderwick : L'intégrale : Livres 1 à 5, Pocket Jeunesse, 2008 ((en) The Completely Fantastical Edition, 2009)

### Au-delà du monde de Spiderwick(2ecycle)
1. Le Chant de la naïade, Pocket Jeunesse, 2007 ((en) The Nixie's Song, 2007)
2. La Menace géante, Pocket Jeunesse, 2008 ((en) A Giant Problem, 2008)
3. Le Roi de dragons, Pocket Jeunesse, 2009 ((en) The Wyrm King, 2009)

### Les Guides de Spiderwick
1. (en) Arthur Spiderwick's Notebook for Fantastical Observations, 2005
2. Arthur Spiderwick : Grand guide du monde merveilleux qui vous entoure, 2006 ((en) Arthur Spiderwick's Field Guide to the Fantastical World Around You, 2005)
3. Les Chroniques de Spiderwick : Petit guide des esprits de la forêt, 2007 ((en) The Spiderwick Chronicles: Care and Feeding of Sprites, 2006)
4. Les chroniques de Spiderwick : Un voyage au cœur du monde merveilleux avec Chafouin, 2008 ((en) The Chronicles of Spiderwick: A Grand Tour of the Enchanted World, Navigated by Thimbletack, 2007)

## Personnages

### Humains

#### Personnages principaux

##### Premier cycle
Jared Grace : Frère jumeau de Simon, frère cadet de Mallory ainsi que fils de Helen et Richard Grace. Il est âgé de 9 ans. Il ne supporte pas la séparation de sa mère et son père. Il aurait aussi préféré rester à New York, avec son père. C'est le premier à croire au Monde Invisible.
Simon Grace : Frère jumeau de Jared, frère cadet de Mallory ainsi que fils de Helen et Richard Grace. Il est âgé de 9 ans. Grand « collectionneur » d'animaux aussi simples comme ses souris (qu'il a d'ailleurs « confié » à Chafouin), ou aussi sauvages que Byron, un griffon qu'il a recueilli. Il est très souvent d'accord avec son frère jumeau, même si parfois il doute…
Mallory Grace : Sœur aînée de Jared et Simon et fille de Helen et Richard Grace. Elle est âgée de 13 ans. Belle escrimeuse, elle est souvent en désaccord avec Jared, même si elle l'a parfois sauvé du Monde Invisible grâce à son talent de fendeuse…

##### Deuxième cycle
Nicolas Vargas : Frère de Julien Vargas, et demi-frère de Laurie Vargas. Âgé de 11 ans, pas trop sportif, mais plutôt intelligent et bon en classe, il préfère rester dans sa chambre, que d'ailleurs sa demi-sœur Laurie a « héritée ». Il ne croyait pas au Monde Invisible, quand sa demi-sœur arrive troubler sa vie.
Laurie Vargas : Demi-sœur de Nicolas. Âgée elle aussi de 11 ans, elle est passionnée par le Monde Invisible, et elle sait tout de ce dernier.

#### Personnages secondaires

##### Premier cycle
Helen Grace : Mère de Jared, Simon et Mallory. Elle divorce avec Richard, et décide de déménager dans l'ancienne demeure de sa tante, Lucinda Spiderwick. Elle soupçonne Jared pour toutes les bêtises faites par un Chafouin mécontent.
Richard Grace : Père de Jared, Simon et Mallory. Il divorce avec Helen, mais reste à New York. L'ogre Mulgarath prend l'apparence de Richard pour tromper les enfants Grace.
Lucinda Spiderwick : Grand-tante des enfants Grace. Elle connaît l'existence du Monde Invisible, et elle en a payé le prix : elle s'est fait attaquer par des créatures malfaisantes (des gobelins au service de l'ogre Mulgarath), puis fut internée dans un asile par sa sœur.
Arthur Spiderwick : Arrière-grand-oncle des enfants Grace, et père de Lucinda. Il est le créateur du Grand Guide du Monde Merveilleux qui nous entoure, que Mulgarath convoite tant. Il fut ensuite prisonnier des elfes du bosquet au sud du Domaine.

##### Deuxième cycle
Julien Vargas : Frère de Nicolas. Ce qu'il préfère le plus au monde c'est le surf, sa petite amie, le surf, ses potes, le surf et sa voiture.
Jacquo Le Miro : Ce chasseur de géant est myope, car, comme il dit, il raterait une vache dans un couloir. Très vieux, il compte sur Nicolas, Laurie et Jared pour empêcher que la Floride soit mise à feu et à sang par les géants.

### Créatures féeriques

#### Premier cycle
Chafouin : Le Farfadet du Domaine de Spiderwick, qui se transforma à maintes reprises en Troll de Maison. Il indiqua à Jared et Mallory la Lunette de Pierre, et vola ensuite le Guide d'Arthur Spiderwick.
Mulgarath : Ogre malfaisant et traître, il veut à tout prix le Guide d'Arthur Spiderwick. Il tue ses alliés les nains, et règne sur les gobelins qui le craignent.
Tête-de-Lard : Hobgobelin, c'est un véritable moulin à insultes. Il aime les oiseaux, autant qu'au sens propre qu'au sens figuré. Il aide « volontiers » les enfants Grace, d'ailleurs, c'est lui qui piégea Mulgarath, en le mangeant.
Byron : Le griffon apprivoisé de Simon. Il est très efficace en tant que mangeurs de bébés dragons, et pour battre les dragons adultes.
Le Troll des Marais : Être malfaisant de la rivière proche du Domaine de Spiderwick. Il voulait croquer les trois enfants Grace, mais se contenta de 10 gobelins bien dodus.
Les elfes :
- L'elfe aux yeux émeraude : Elle est la « chef » du petit groupe d'elfe de la forêt au sud du Domain de Spiderwick. Elle veut le Guide d'Arthur. Elle garde d'ailleurs depuis des années l'arrière-grand-oncle des enfants Grace.
- Lorengorm : Il n'apprécie guère les humains.

Le Korting : C'est le roi des nains de la carrière désaffectée, au nord du Domaine de Spiderwick. Il fabrique des armes pour Mulgarath, et il se fait d'ailleurs trahir par l'ogre.
Le Kobold (Phooka) : Cet être noir parle en énigme, comme Chafouin. Il rencontre les enfants Grace, qu'il embrouille en leur parlant bizarrement, comme à son habitude.
Le Tapoteur : Cet être aux grandes oreilles parle très vite, et sait tout grâce aux pierres qui parlent, Jared le comprend à peine, mais le Tapoteur lui indique quand même la sortie de la carrière désaffectée des Nains.

#### Deuxième cycle
Taloa : Cette naïade qui vit dans l'étang du lotissement en construction où habitent les Varcas (« La Mangrove »), chante à la perfection. Elle arrive tout de même à retenir un géant cracheur de feu, pendant que les enfants Varcas cherchaient les sept sœurs de la naïade.

## Objets
- Lunette de Pierre : Trouvée par Jared dans la bibliothèque secrète, elle permet de voir des créatures féeriques normalement invisibles. Elle a la forme d'un monocle de pierre sur laquelle sont fixés des engrenages de métal.

## Autour du livre
- Caméo : L'auteure Holly Black et l'illustrateur Tony DiTerlizzi apparaissent dans l'illustration : « Je préfère quand il y a moins de cinéma », page 26 du livre L'Arbre de fer (quatrième livre du 1er cycle).